# Guerrero Grande
Guerrero Grande är en ort i Mexiko.   Den ligger i kommunen San Esteban Atatlahuca och delstaten Oaxaca, i den sydöstra delen av landet, 300 km sydost om huvudstaden Mexico City. Guerrero Grande ligger 2 604 meter över havet och antalet invånare är 344.
Terrängen runt Guerrero Grande är kuperad åt nordost, men åt sydväst är den bergig. Runt Guerrero Grande är det ganska tätbefolkat, med 72 invånare per kvadratkilometer. Närmaste större samhälle är Villa Chalcatongo de Hidalgo, 12,9 km öster om Guerrero Grande. Trakten runt Guerrero Grande består i huvudsak av gräsmarker.